# Castrul roman Ad Pannonios
Castrul roman Ad Pannonios este situat la 2 km de localitatea Teregova, județul Caraș-Severin, pe malul drept al Timișului, la vărsarea pârâului Hideg în Timiș , pe drumul dintre Dierna și Tibiscum. Este poziționat strategic la intrarea în Porta Orientalis. Toponimul sugerează colonizarea cu locuitori din Pannonia. Numele său apare menționat în Tabula Peutingeriana și în lucrările Geografului din Ravenna.

## Istoric
Castrul a fost construit în două faze. Inițial a avut la bază un val de pământ, iar apoi a fost construit din zid de piatră și cărămizi.
În castru a staționat Cohorta a VIII-a Raetorum, fapt confirmat de ștampilele de pe cărămizi.
În partea vestică a castrului s-a dezvoltat o așezare civilă.